# Coua primaeva
Coua primaeva ist eine ausgestorbene Vogelart aus der Gattung der Seidenkuckucke. Der Holotypus, ein Tarsometatarsus, wurde in der Fossillagerstätte Tsiandroina in Madagaskar gefunden und 1895 von Alphonse Milne-Edwards und Alfred Grandidier beschrieben. Der Knochen, der im Muséum national d’histoire naturelle aufbewahrt wird, hat eine Länge von 84 mm und ist größer, schlanker und graziler als die Tarsometatarsi des ebenfalls ausgestorbenen Schneckenseidenkuckucks (Länge 70 mm) sowie des rezenten Riesen-Seidenkuckucks (Länge 69 mm) jedoch kleiner als der Tarsometatarsus von Coua berthae (Länge 93 mm), eine ausgestorbene Seidenkuckuckart, die erst 1993 beschrieben wurde. Nach der Messung mit der C-14-Methode hat der Knochen ein Alter von 1980±150 Jahren. Möglicherweise hat die Art aber bis vor 1000 oder 600 Jahren überlebt.